# Schabbtai Donnolo

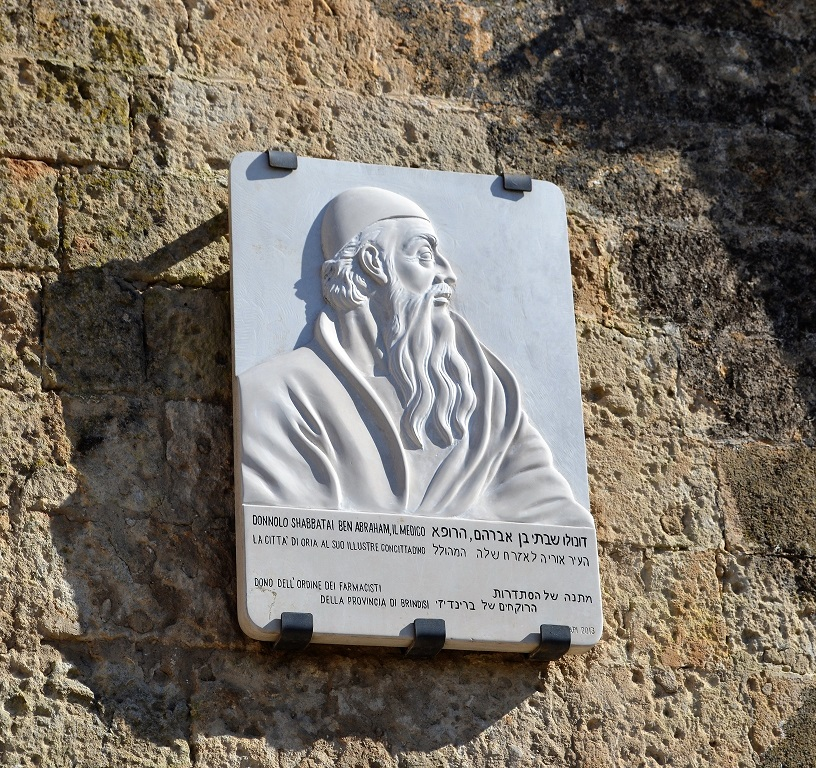
Schabbtai Donnolo, Relief in Oria

Schabbtai Donnolo (* 913 in Oria; † nach 982; hebräisch שבתי דונולו) war ein italienischer Arzt und Autor medizinischer Werke. Die meisten Informationen zu Donnolo entstammen einer autobiographischen Skizze, die er seinem bekanntesten Werk, dem Sefer Chachmoni (hebräisch חכמוני; zum Namen siehe auch 1 Chr 1,11 ), voranstellte.
In seiner Kindheit wurde Donnolo von Sarazenen entführt, jedoch von Verwandten aus Süditalien freigekauft. Dort verblieb er und widmete sich sowohl dem Studium rabbinischen Schrifttums als auch medizinischer Werke der Antike. Er arbeitete als Arzt und – in heutigen Worten – Apotheker.
In Jaffa war das Donnolo-Krankenhaus, welches 1980 geschlossen wurde, nach ihm benannt.

## Werke
- Sefer Chachmoni – ein Kommentar zum Sefer Jetzira, Ausgabe D. Castelli: Il commenti di Sabbatai Donnolo al libro della creazione. Florenz 1880.
  - Textkritische Ausgabe: Piergabriele Mancuso (Hrsg.): Shabbatai Donnolo's "Sefer Hakhmoni": Introduction, Critical Text, and Annotated English Translation. Brill, Leiden 2010. ISBN 978-90-04-167 62-9
- Sefer ha-Jaqar – medizinische Schrift, nur fragmentarisch erhalten, Ausgabe von Moritz Steinschneider 1867 sowie Dolores Ferre Cano: Donnolo’ "Sefer ha-yaqar": New Edition with English Translation. In: Giancarlo Lacerenza (Hg.): Šabbetay Donnolo: Scienza e cultura ebraica nell’Italia del secolo X. Neapel 2004, 1–20.
- Sefer ha-Mirqachot – Ausgabe von Suessmann Muntner, Jerusalem 1950.